# ジャック・ワーナー (政治家)
オースティン・”ジャック”・ワーナー（英語: Austin "Jack" Warner、1943年1月26日- ）は、トリニダード・トバゴの政治家、実業家。
歴史の教師であったワーナーは国家安全保障大臣を務め、2007年11月から2013年4月26日まで国会議員であった。かつて、トゥナプナを本拠地としていたプロサッカークラブジョー・パブリックFCのオーナーであった。
2011年に停職と実質的に解任されるまで国際サッカー連盟（FIFA）副会長および北中米カリブ海サッカー連盟（CONCACAF）会長を務めた。

## 経歴
ワーナーは1983年からFIFA理事会の一員であり、1990年からCONCACAF会長であった。2011年の春にCONCACAF会長に再選された。任期中、ワーナーは一部は1980年代に遡る数多くの汚職疑惑に関係した。2011年5月24日、FIFAの倫理委員会は少なくとも3つの異なる汚職および収賄罪についてワーナーに対する公的手続きを開始した。2011年5月29日、ワーナーおよびモハメド・ビン・ハマムは、汚職疑惑の調査の結果が出るまで、FIFAの倫理委員会によってサッカーへの全ての関与を暫定的に停止された。
2011年6月20日、FIFAはワーナーが国際サッカーにおける全ての地位から辞職すると発表した。ワーナーはもはやFIFAの一員ではないため、FIFAは全ての倫理違反への調査を終了し、「ワーナー氏の自主退職の結果、彼に対する倫理委員会の全ての手順は閉じられ、推定無罪は保たれる」と述べた。
2013年4月18日、CONCACAFはワーナーが率いていた体制の出来事について公正委員会の報告書を発表した。公正委員会は「ワーナーがCONCACAFおよびFIFAに対して不正行為を働いた」と結論付けた。
2015年、チューリッヒにおけるFIFA年次総会の前にワーナーと数名のFIFA職員が逮捕され、「有線通信不正行為、ゆすり、マネーロンダリング」の罪で告発された。